# 제인 커틴
제인 커틴(Jane Curtin, 1947년 9월 6일 ~ )는 미국의 배우, 희극인이다. CBS 시트콤 《Kate & Allie》(1984-89) 출연으로 제36회(1984)와 제37회(1985) 프라임타임 에미상 코미디 시리즈 부문 여우주연상을 2년 연속 수상하였다. 2017년 텔레비전 명예의 전당에 헌액되었다.

## 출연 작품

### 영화
- 콘헤드 대소동 (1993)
- 나를 차버린 스파이 (2018)

### 텔레비전
- 새터데이 나이트 라이브 (1975-80, 2015)
- Kate & Allie (1984-89)
- 솔로몬 가족은 외계인 (1996-2001)